# Chácara Lane
A Chácara Lane é uma construção histórica no centro da cidade de São Paulo, localizada na Rua da Consolação, número 1.024. O terreno da chácara pertencia ao missionário presbiteriano norte-americano George Chamberlain. Entretanto, foi Lanton Amnesley, pai de sua esposa, Mary Annesley Chamberlain, quem adquiriu os 14.800 metros quadrados, entre os anos de 1880 e 1890.
Parte das terras foi doada à Escola Americana, inaugurada em torno de 1870 pelos Chamberlain. A Escola Americana foi precursora do atual Instituto Presbiteriano Mackenzie, fato que ilustra a atual proximidade da Universidade Mackenzie com a Chácara Lane.
Em 1906, passados quatro anos do falecimento do marido, a viúva Chamberlain vendeu a chácara da propriedade ao médico Lauriston Job Lane, filho do também médico e educador Horace Manley Lane, que foi o diretor da Escola Americana. A data em que a casa foi construída na chácara não é confirmada, porém a estimativa é de que foi erguida entre 1890 e 1906, e a mesma passou por inúmeras reformas ao longo dos anos posteriores.
Em 1944, a propriedade foi adquirida pela prefeitura de São Paulo, que promoveu a restauração do edifício e desde então vem o utilizando. Tombado pelo CONPRESP (Conselho Municipal de Preservação do Patrimônio Histórico, Cultural e Ambiental da Cidade de São Paulo) em 2004, é um excedente de uma antiga chácara paulistana erguida no final do século XIX, o local possui notória importância para a história paulistana, justamente por ser uma das poucas chácaras restantes do século XIX. Atualmente é usada como parte do Museu da Cidade.

## História
No final do século XIX, o Brasil atravessava um momento de significativas transformações. Na província de São Paulo o cenário não foi diferente, especialmente na década de 1870, em que João Teodoro Xavier de Matos foi presidente. Como sendo um dos primeiros urbanistas do país, o administrador se dedicou muito ao planejamento urbano, impulsionando os grandes cafeicultores a construírem casas na cidade.Nessa época, os residentes mais poderosos detinham, além das residências na área urbana, chácaras em áreas localizadas próximas ao centro da cidade destinadas ao lazer da família. Em 1906, o Doutor Lauriston Job Lane obteve da viúva do Reverendo George Whitehill Chamberlain, a senhora Mary Amnesty Chamberlain, e funcionou como sede da Escola Americana, que posteriormente deu origem à Universidade Presbiteriana Mackenzie.
A vinda de imigrantes para o Brasil no mesmo período ocasionou em um crescimento populacional e exerceu impacto sobre a constituição das cidades e da sociedade brasileira. A família Chamberlain está entre os imigrantes que vieram para São Paulo durante o século XIX.

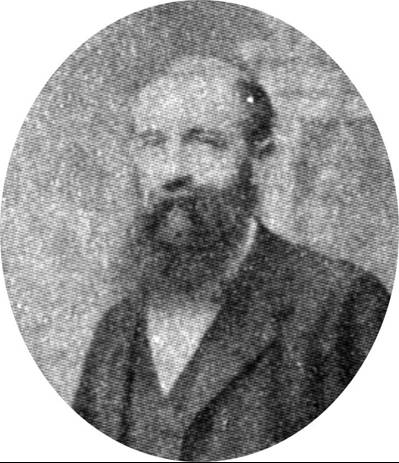
George Chamberlain, fundador da Escola Americana, que costumava ser na Chácara Lane

Nascido na Pensilvânia, nos Estados Unidos, George Whitehill Chamberlain se formou no Seminário Teológico Union (Union Theological Seminary), na cidade de Nova York. Mudou-se para o Rio de Janeiro aos 22 anos, em julho de 1862, quando então passou a viajar por diversas cidades brasileiras para ministrar aulas de inglês e visitar campos missionários. Em 1866, o Presbitério do Rio de Janeiro o ordenou como pastor.

### Escola Americana
Chamberlain era casado com Mary Annesley, uma norte-americana que também era missionária presbiteriana no Brasil. Juntos, ambos iniciaram a Escola Americana em 1870. Inicialmente as aulas eram ministradas por Mary Ann e aconteciam na casa do casal, que na época residia no bairro dos Campos Elísios. Os ideais da Escola eram contrários a punições físicas, que eram comuns em outras instituições de ensino, ademais de defender classes mistas, ou seja, que crianças do sexo feminino e masculino estudassem na mesma sala de aula.
Depois de passar por outros endereços, a Escola Americana se fixou em um terreno de 14.800 m², adquirido entre os anos 1880 e 1890 por Lanton Amnesley, pai de Mary Ann, na Consolação, na altura das ruas Itambé e Piauí. Gozando de sucesso, a escola expandiu-se e passou a contar com um curso de filosofia a nível superior. Em 1890, um advogado norte-americano chamado John Theron Mackenzie deixou um testamento em que realizava uma doação à Igreja Presbiteriana, com o objetivo de abrir, no Brasil, uma faculdade de engenharia. Essa é a origem do nome do Instituto Presbiteriano Mackenzie, mantenedor da Universidade Mackenzie, que na época também era chamada pelo nome de Mackenzie College. Foi durante esse período que considerável parte do terreno da família Chamberlain foi dedicada à expansão do Instituto Mackenzie.
Em meio a essa fase de crescimento, o médico norte-americano Horace Manley Lane foi nomeado diretor da Escola Americana e, posteriormente, do Mackenzie College. Nascido em 1837 no Maine, nos Estados Unidos, Lane também atuava como educador e negociante. Quatro anos posteriormente ao falecimento de George Chamberlain, Mary Ann vendeu, em 1906, a propriedade da Rua da Consolação a Lauriston Job Lane, um dos filhos de Horace. Essa compra fixou permanentemente o nome da Chácara Lane, que pertenceu à família Lane mesmo trinta e dois anos após a morte de Horace.

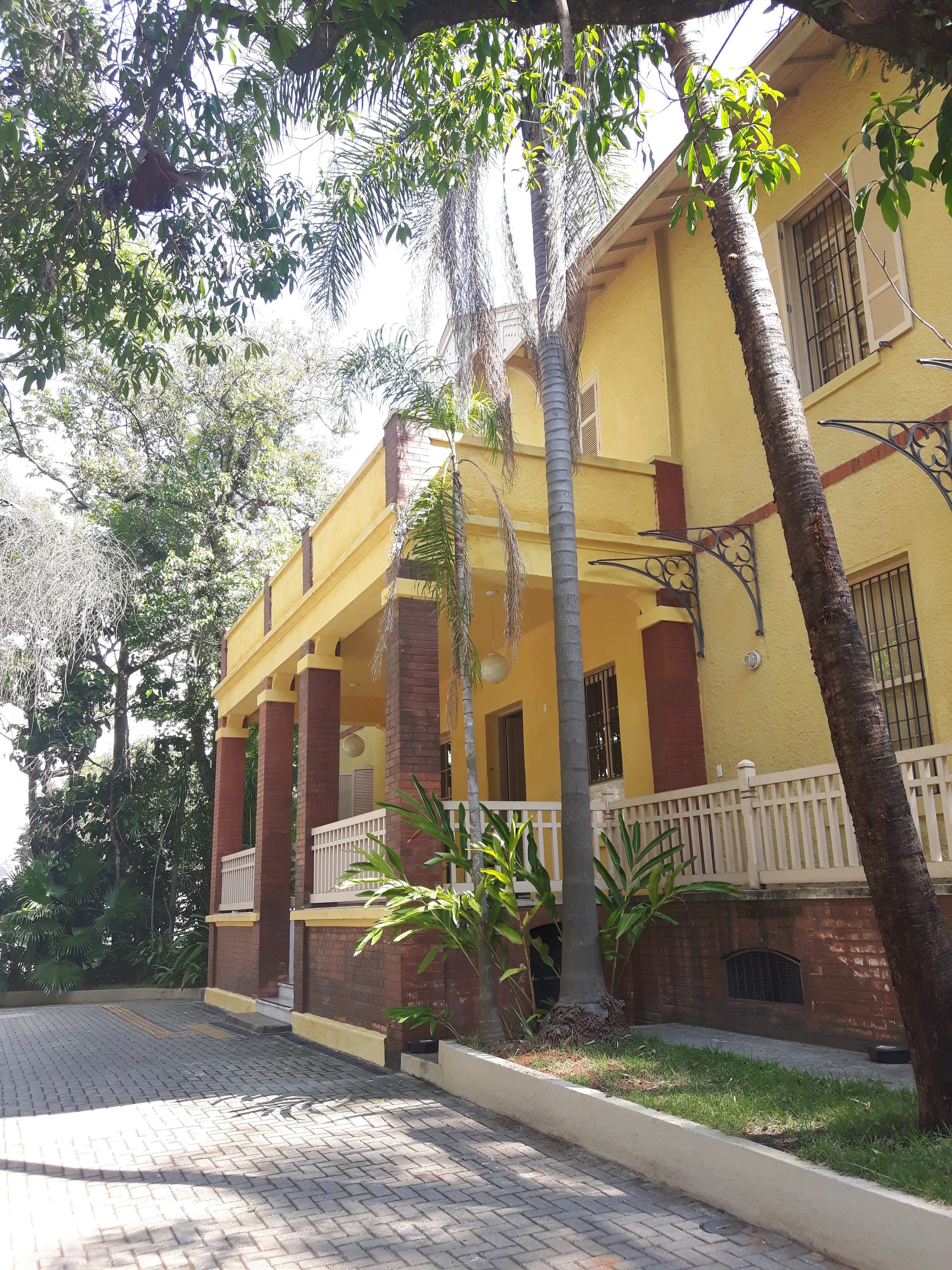
Fachada do Edifício

### Venda à prefeitura
Em 1944, a Prefeitura Municipal de São Paulo comprou 16.117,50 m² dos herdeiros de Lane, com o objetivo de construir no terreno um loteamento. Todavia, o projeto se mostrou inviável em razão do tamanho da propriedade, que não era apropriadamente grande para a construção de casas. Dessa maneira, em 1955 o governo municipal concedeu o uso em comodato de aproximadamente 9.700 m² para o Instituto Mackenzie, por período de 50 cinquenta anos. Outra parte do terreno é ocupada pela Escola Municipal de Educação Infantil (EMEI) Gabriel Prestes.

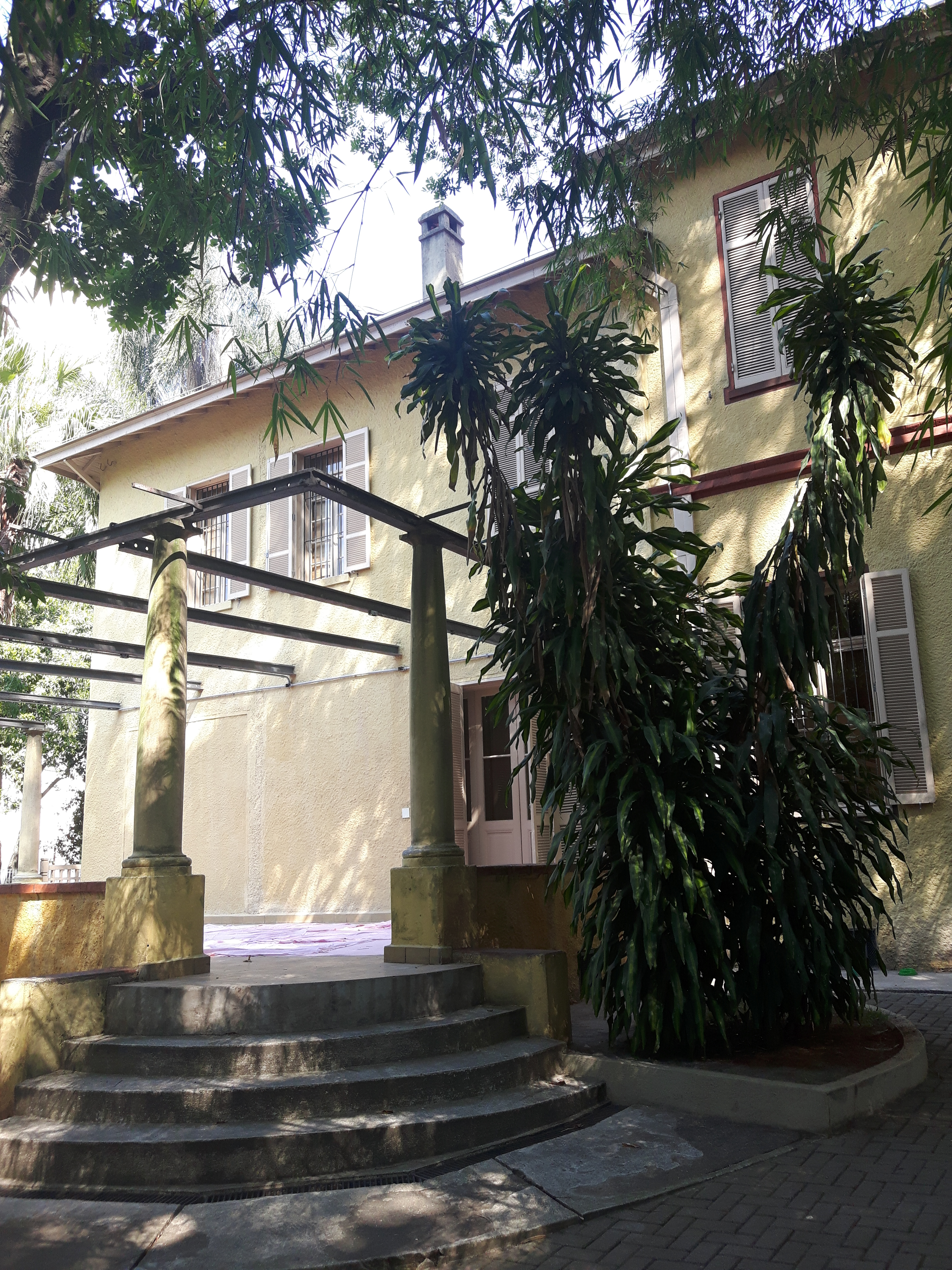
Lateral do edifício da Chácara Lane

A casa da Chácara Lane vem sendo utilizada pela prefeitura desde então. Entre os anos de 1953 e 1990, ali se localizou a sede do Arquivo Histórico Municipal. A partir de 1991, passou a abrigar a Biblioteca Circulante da Secretaria Municipal de Cultura. Em 1999, um pedido de tombamento da casa foi encaminhado ao Conpresp. Depois da realização de um levantamento histórico da propriedade e de análises da situação de preservação da casa, o conselho do Conpresp aprovou o tombamento do imóvel e uma Resolução foi publicada no Diário Oficial Municipal, em 21 de dezembro de 2004.

### Tombamento
O processo de tombamento ocorreu em 2004, onde a chácara e seus envoltórios foram tombados pelo Concresp (Conselho Municipal de Preservação do Patrimônio Histórico). Em 2012 a chácara começou a exibir exposições de artes visuais, de longa e curta duração.

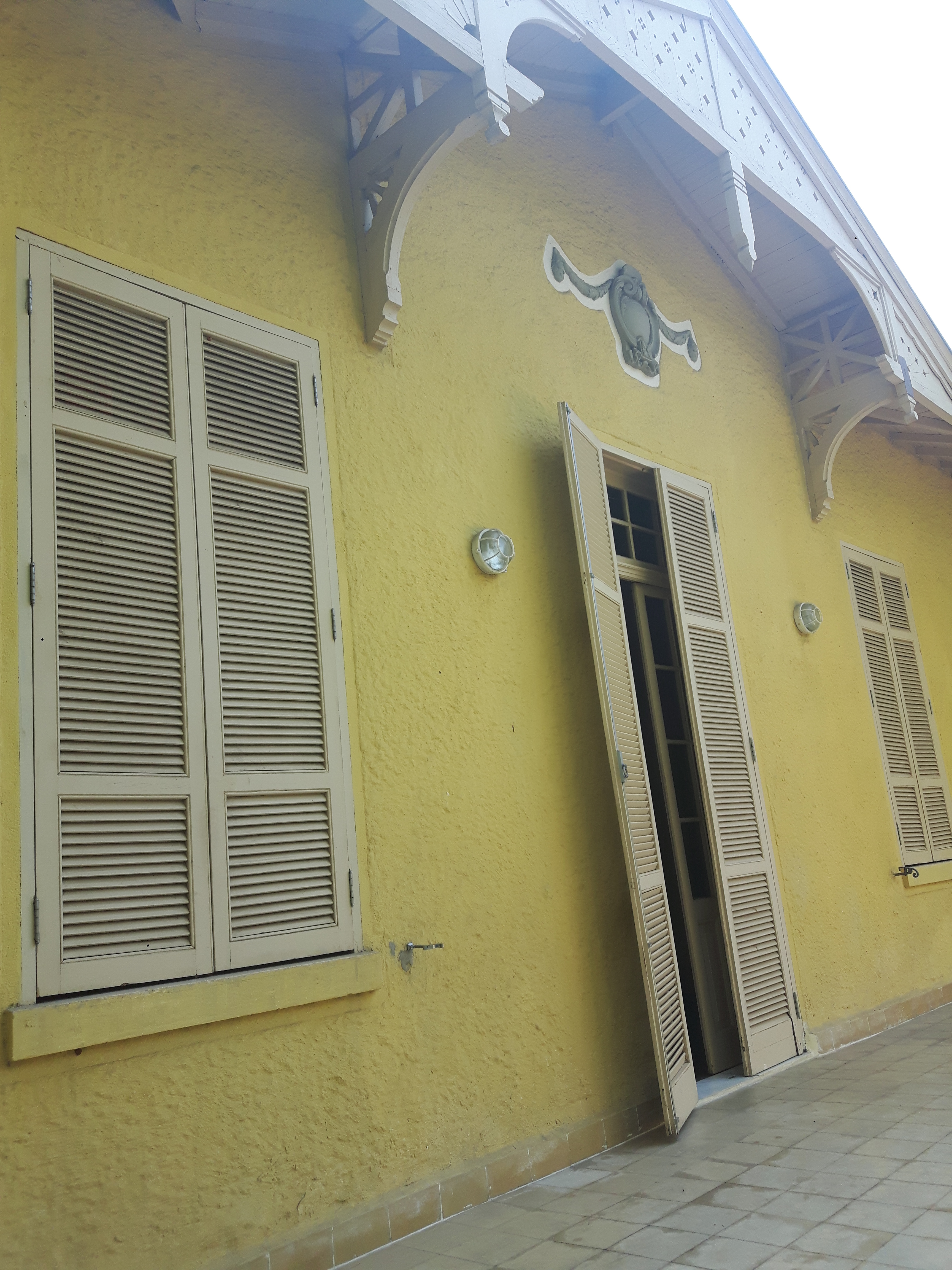
Segundo andar da fachada do edifício

## Características arquitetônicas
Quando foi comprada pela prefeitura de SP em 1944, a casa da Chácara Lane possui em torno de 400 m² e se encontrava em más condições de estado de conservação. Era uma casa que continha dois andares, sendo que no primeiro deles havia um terraço espaçoso e coberto, hall de entrada, salas de visitas e de jantar, um dormitório, uma sala de bilhar, um banheiro, copa e cozinha, ademais de um dormitório destinado aos empregados. Já no segundo andar havia um hall, uma suíte, cinco dormitórios, escritórios, quartos para costura e para despejo, mais um banheiro e outro dormitório para empregados.
Do lado de fora da casa, em um quintal de 180 m², havia garagem, lavanderia, um dormitório, um banheiro e uma casa simples para uso dos empregados. Em decorrência do estado dos cômodos, a prefeitura realizou algumas alterações e pequenas reformas para poder usufruir do edifício. Não se sabe a data exata de construção da casa, porém os cálculos históricos e análises empíricas insinuam que aconteceu entre 1890 e 1906. Quando Job Lane comprou a chácara, ela incluía a casa em que a família morava. Pouco depois, o medico contratou o arquiteto Jorge Krug para projetar e edificar seu consultório no terreno, o que foi executado. Entretanto, estudos apontam que tal construção foi derrubada em um alagamento ocorrido na década de 1950.

As características originais da casa são somente deduzidas pelos arquitetos que a analisaram, em resultado da deterioração e das inúmeras reformas e anexos adicionados ali e que camuflam considerável parte da estrutura inicial. Contudo, as expansões de cômodos realizadas são de fácil identificação. É provável que os novos setores foram construídos para direcionar para dentro áreas como a cozinha e a despensa, que antes estavam localizadas no exterior da casa. Resquícios de reformas evidenciam que algumas paredes eram de alvenaria, já outras, provavelmente mais recentes, de madeira. A estrutura da casa é de alvenaria de tijolos e o telhado era de telhas de origem francesa.

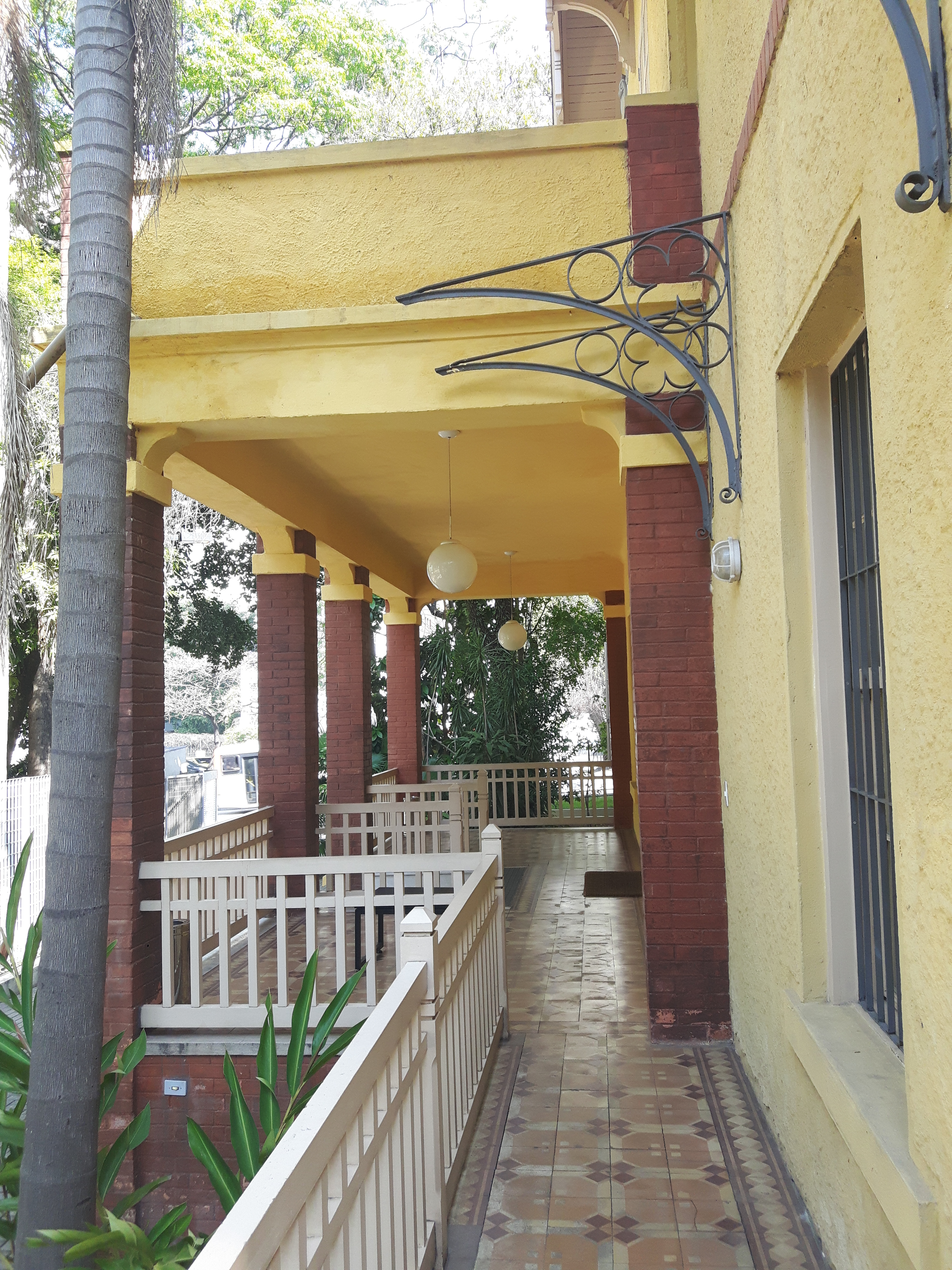
Varanda que leva da frente à lateral do edifício

## Significado histórico e cultural
A importância da preservação da Chácara Lane se constitui por diversos aspectos. Primeiramente, a propriedade goza de um passado muito rico e repleto de fatos curiosos, iniciando no fim do século XIX, quando São Paulo estava em transformação e atinga o patamar mais condizente com a cidade que é atualmente. Ademais de ser uma construção datada entre a virada dos séculos, ela pertenceu a famílias que, apesar de serem norte-americanas, escreveram história e deixaram um legado não só para São Paulo, porém para todo o Brasil. A Universidade Mackenzie, por exemplo, foi a primeira faculdade privada a contar com um curso de engenharia e se originou de um projeto que resultou em avanços na área da educação.
Preservar a Chácara Lane é também preservar a memória do Instituto e da Universidade, cuja importância para a formação e a carreira de inúmeros universitários é relevante.
Além do mais, o fato de essa propriedade, que abriga uma casa que conta com mais de cem anos de existência, possuir inúmeras árvores e um museu, e de estar localizada no meio da Rua da Consolação, é de fato simbólico. Representa uma pausa no ritmo da cidade de São Paulo, uma viagem no tempo e um pouco de ar puro entre os prédios.

## Estado atual

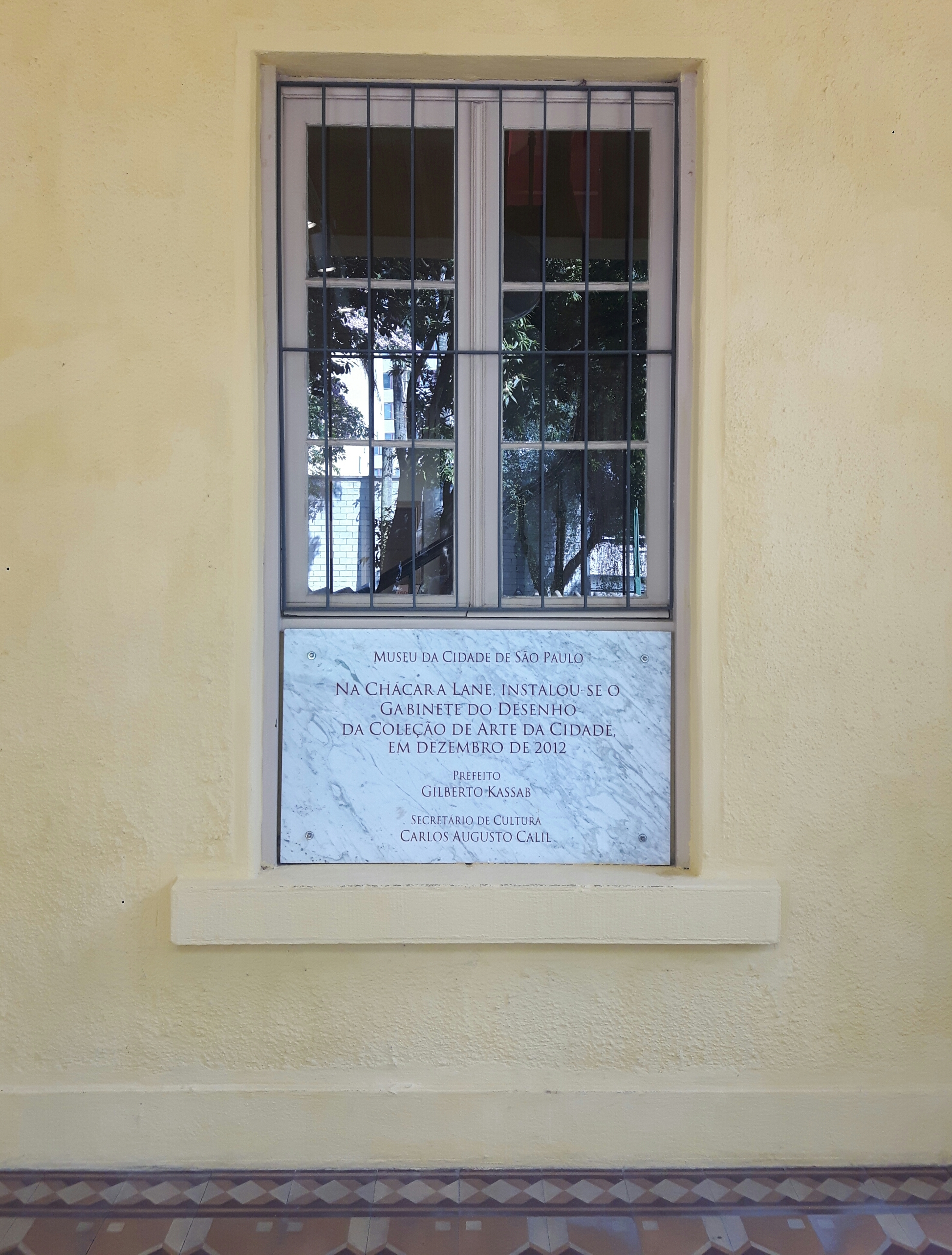
Placa informando que a Chácara Lane é um Museu da Cidade de São Paulo desde 2012

A Chácara Lane, durante os anos de 2008 a 2012, passou por obras de restauração e agora opera como um dos mais novos museus públicos.
Depois dos restauros realizados, a Chácara Lane passou a abrigar, desde o ano de 2012, diversas exposições do projeto Museu da Cidade. Essa iniciativa também se faz presente em outros imóveis que representam a história, a cultura e a arquitetura paulistana, como a Casa da Marquesa de Santos, no Centro Histórico; a Casa do Sertanista, no bairro do Caxingui; e o Monumento à Independência, no Ipiranga.
Em meio ao trânsito constante da Rua da Consolação, uma propriedade camuflada por algumas árvores se diferencia: a Chácara Lane prossegue recontando o passado da sociedade e da vida paulistana, sendo um exemplo raro no cerne de uma das principais vias da cidade.

Galeria
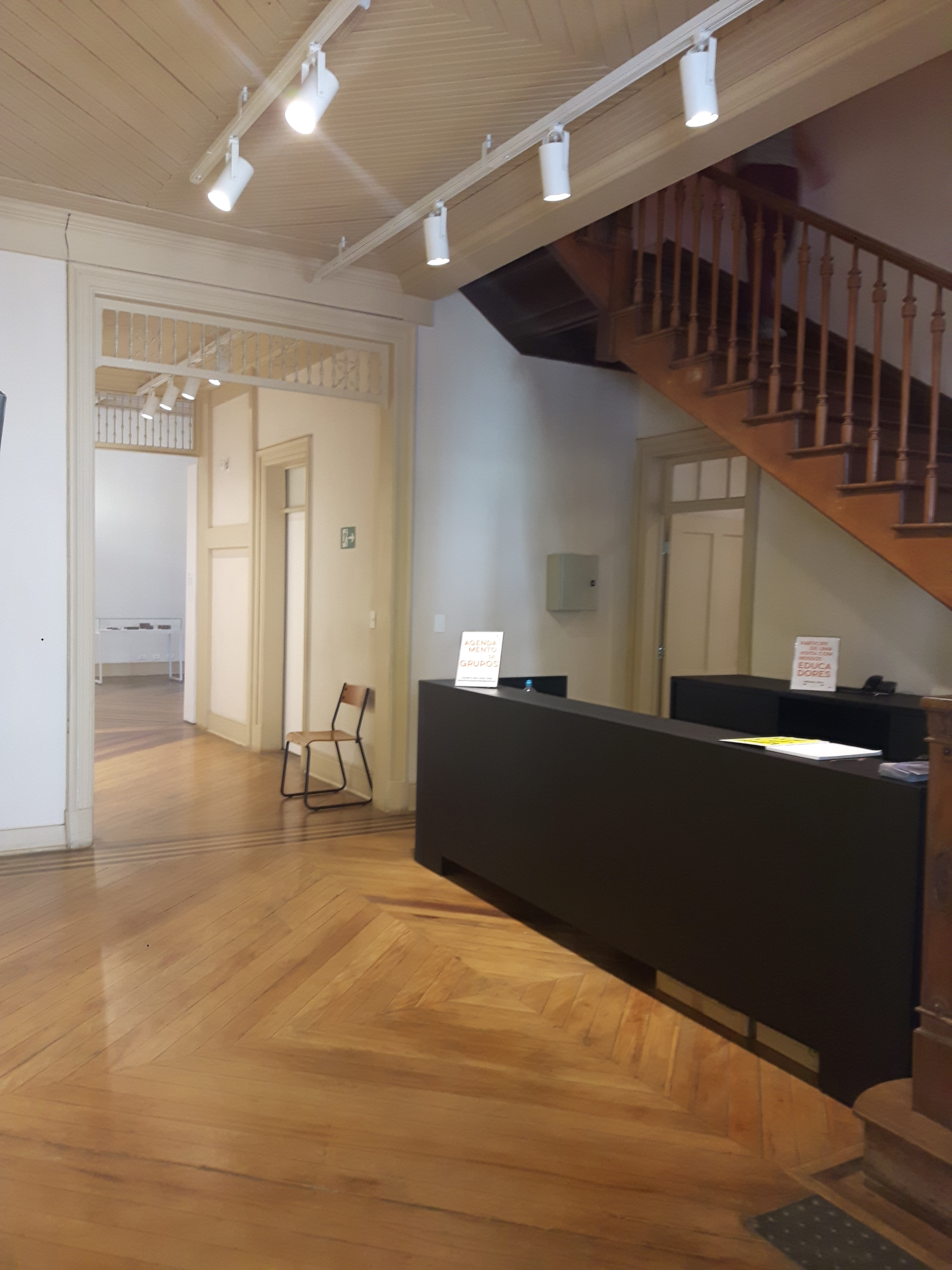
Recepção no interior do edifício
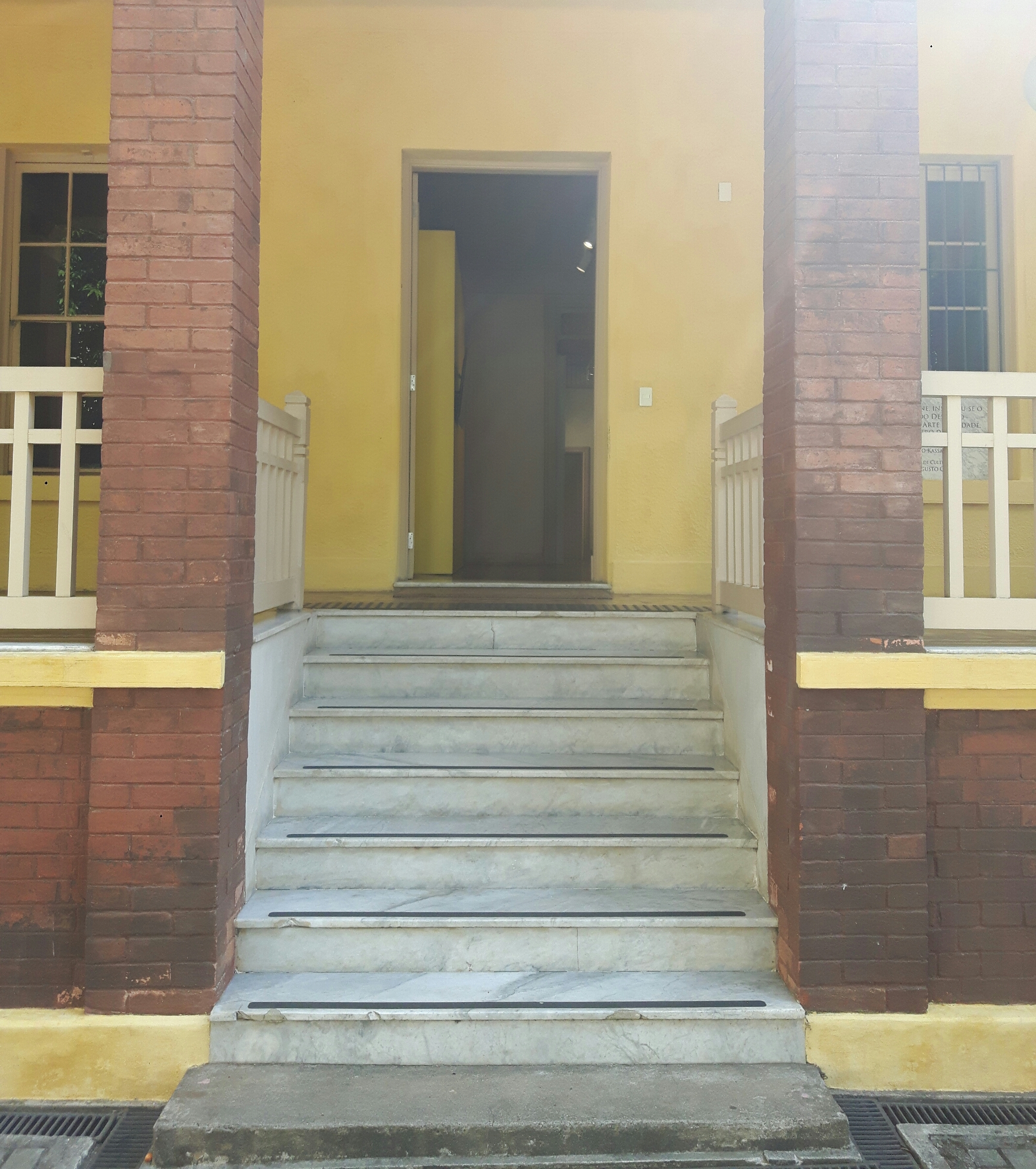
Escada e porta de entrada do edifício
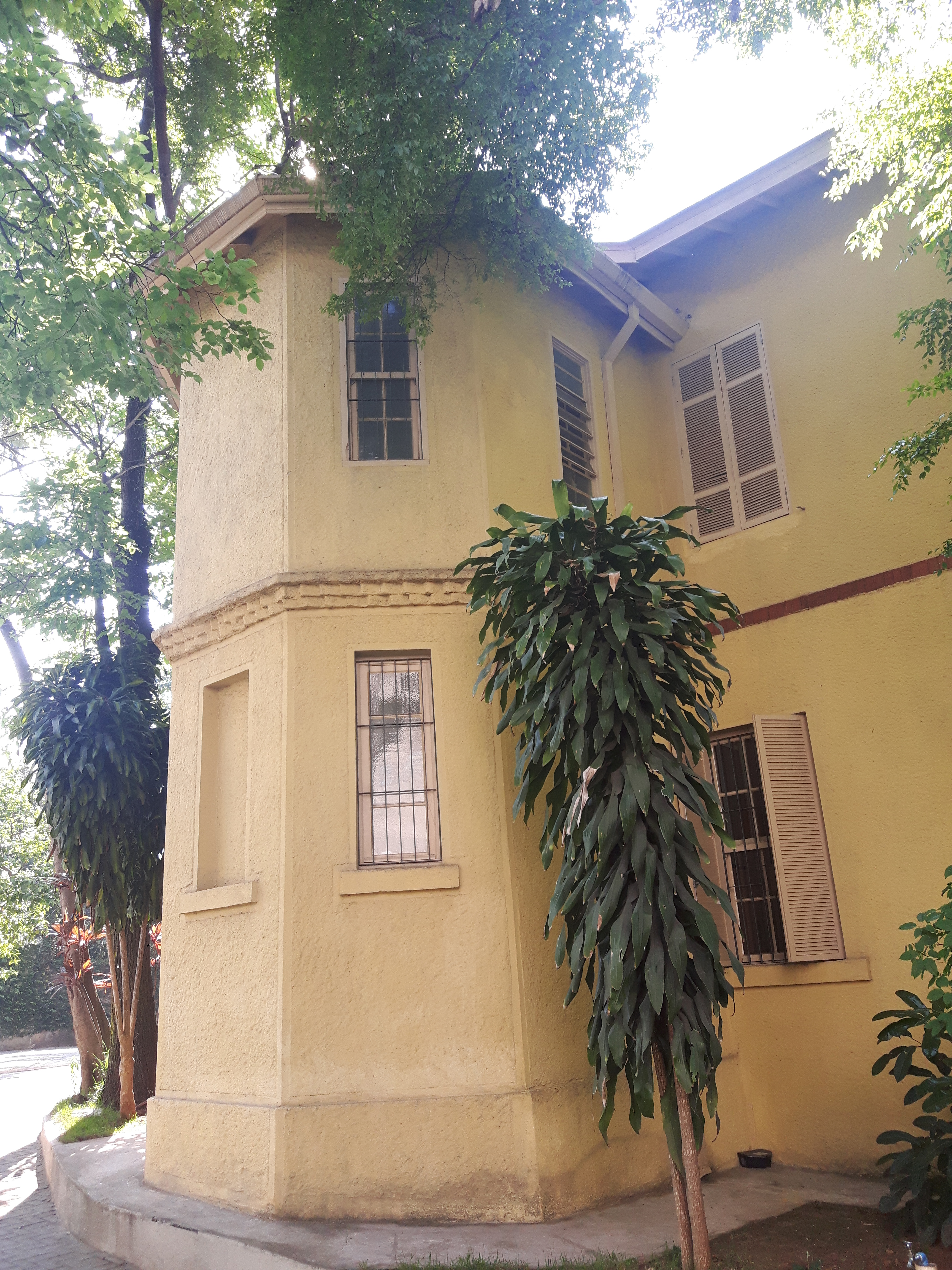
Detalhes laterais da Chácara Lane
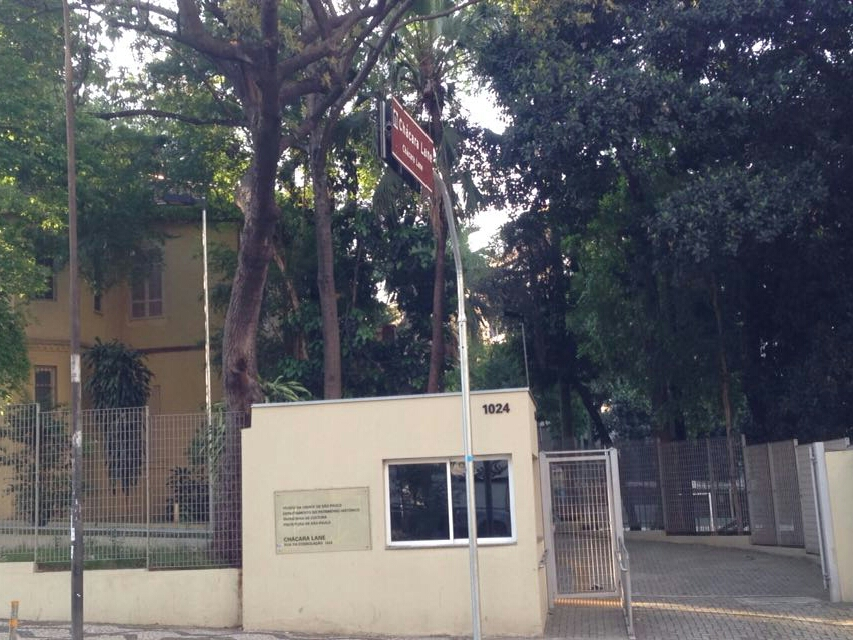
Chácara Lane vista da Rua da Consolação
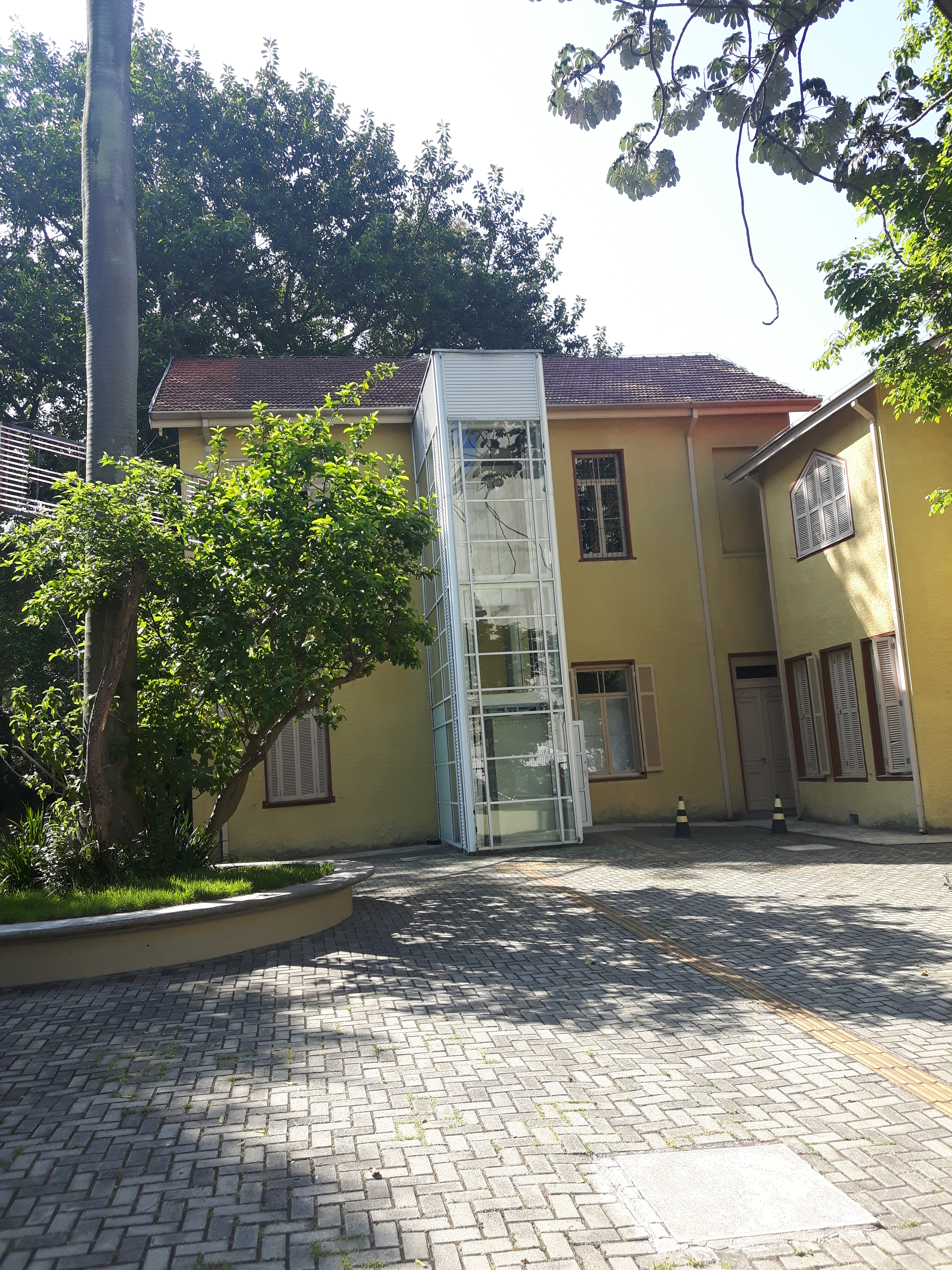
Fundo da Chácara Lane, onde se vê um elevador e o estacionamento